# 康立泽
康立泽（1921年—2014年3月14日），四川省金川县安宁镇人，中国人民解放军将领。
早年参加中国工农红军和长征，后担任第一军医大学政委、第七军医大学政委、军事医学科学院副政委、五三研究院政委、第四军医大学政委、新疆军区、乌鲁木齐军区副政委等职。1955年，授予上校军衔。次年晋升为大校军衔。2014年去世。